# Kenneth Chase
Kenneth G. Chase fue el candidato republicano para hacer frente al Senador Edward Kennedy En la elección senatorial de Massachusetts De 2006. Chase derrotó a Kevin Scott en la primaria republicana por 51% -49% el 19 de septiembre de 2006
Chase también fue candidato en 2004 contra el congresista Ed Markey para el 7 º distrito. Recibió el 21% de los votos.

## Historia electoral
Senado de los Estados Unidos en Massachusetts, 2006
- Ted Kennedy (D) (inc.) - 1,500,738 (69.30%)
- Kenneth Chase (R) - 661,532 (30.55%)
- Otros - 3,220 (0.15%)

- Datos: Q7891636